# Wet van Wirth
De wet van Wirth stelt dat software in hoger tempo vertraagt dan hardware versnelt. Niklaus Wirth stelde de wet in 1995 op.
Een voorbeeld van de wet van Wirth is het opstarten van een computer. De meeste 8 bits-computers waren direct klaar voor gebruik. Een oude pc die MS-DOS draait, heeft meestal 10 à 20 seconden nodig om te starten. Moderne pc's hebben vele minuten nodig voordat ze gebruiksklaar zijn. Tenzij men een solid state drive of solid state disk (SSD) geïnstalleerd heeft, dan is het veel sneller.